# Publius Herennius Dexippus
Publius Herennius Dexippus var en grekisk historiker, verksam i Aten omkring 250-270 e.Kr.
Endast fragment är bevarade av hans texter, ett världshistoriskt kompendium, en skildring av tiden efter Alexander den Store och ett arbete om romarnas krig mot goterna. Båda verken har blivit flitigt anlitade som källskrifter av senare tiders historiker. I stil och komposition imiterar han Thukydides. 
Dexippos var en ansedd man och innehade Atens högsta förtroendeämbeten. Vid en germaninvasion år 267 då en skara heruler hotade Aten som lämnats försvarslöst, lyckades Dexippus i hast mobilisera ett borgaruppbåd, som slog tillbaka barbarernas anfall.
I Sverige blev hans bragd främst känd genom Viktor Rydbergs ganska fria tolkning av händelsen i en dikt som bär Dexippus namn.